# Emma Huismans
Emma Huismans (* 10. Juli 1947 in Bennekom, Niederlande) ist eine südafrikanische Schriftstellerin, Journalistin und politische Aktivistin.
Im Alter von fünf Jahren wanderte die Familie nach Südafrika aus und Emma erlernte die Sprache Afrikaans. Als Erwachsene wurde sie Reporterin der Crisis News. Sie setzte sich für das Ende der Apartheid ein, was nicht nur durch ihre weiße Hautfarbe, sondern auch durch ihr Coming Out als Lesbe verkompliziert wurde.

## Bibliografie
- 1990: Berigte van weerstand
- 1992: Requiem op ys
- 1993: Werken met werkelijkheid
- 1994: Sonate vir wraak